# Essence Atkins
Essence Uhura Atkins(Nova York, 7 de fevereiro de 1972) é uma atriz estadunidense. Ela é mais conhecida pelos papéis de Dee Dee Thorne na UPN comédia  Half & Half e como Yvette Henderson na série de comédia da Warner Bros Smart Guy. Ela também estrelou a série de Are We There Yet?  como Suzanne Kingston-Persons.

## Carreira
Atkins apareceu em uma variedade de filmes e programas de TV, incluindo How High, Deliver Us from Eva, Family Matters, Sister, Sister, Moesha e The Cosby Show. Um de seus papéis na televisão foi no Saved by the Bell um spin-off de Saved by the Bell: The College Years. Ela apareceu no piloto, mas quando Tiffani-Amber Thiessen , um regular a partir do original, optou por retornar, o personagem de Atkins foi escrito. Ela também teve um papel principal em Smart Guy como a irmã mais velha Tasha Yvette Henderson, também como o papel de protagonista de Dee Dee Thorne da série Half & Half, interpretando meia-irmã da personagem de Rachel True.
Ela está atualmente estrelando a série de comédia da TBS Are We There Yet? e tem um papel recorrente em Mr. Box Office estrelado por Bill Bellamy.

### Vida pessoal
Atkins nasceu no Brooklyn em Nova Iorque . Jeffery Atkins é seu pai biológico. Em setembro de 2009, Atkins é casada com Jaime Mendez , que ela conheceu através do serviço de namoro online Match.com.

## Filmografia

### Filmes
| Ano  | Nome                           | Personagens        | Notas          |
| ---- | ------------------------------ | ------------------ | -------------- |
| 1999 | Nikita's Blues                 | Nikita             | Curta-Metragem |
| 2001 | Nikita Blues                   | Nikita             |                |
| 2001 | XCU: Extreme Close Up          | Tamikah Jones      |                |
| 2001 | How High                       | Jamie              |                |
| 2002 | Looking Through Lillian        | Andrea             |                |
| 2003 | Deliver Us from Eva            | Kareenah Dandridge |                |
| 2007 | Love... & Other 4 Letter Words | Roxanne            |                |
| 2008 | Love for Sale                  | Candace            |                |
| 2009 | Dance Flick                    | Charity            |                |
| 2010 | Preacher's Kid                 | Peaches            |                |
| 2010 | N-Secure                       | Robin Joyner       |                |
| 2011 | The Bachelor Party             | Michelle           | Video          |
| 2012 | Dysfunctional Friends          | Alice              |                |
| 2013 | A Haunted House                | Kisha              |                |
| 2013 | Act Like You Love Me           | Kelly              | Pós-produção   |
| 2013 | Another Stateside              | Elsie Ramirez      | Pós-produção   |
| 2013 | My Sisters Wedding             | Tandy              | Pós-produção   |

### Televisão
| Ano           | Nome                                 | Personagens                  | Notas                                                      |
| ------------- | ------------------------------------ | ---------------------------- | ---------------------------------------------------------- |
| 1986          | The Cosby Show                       | Paula Young                  | Episódio: "Vanessa's Rich"                                 |
| 1989          | The Cosby Show                       | Paula Young                  | Episódio: "I'm "In" with the "In" Crowd"                   |
| 1991          | Sunday in Paris                      | Allison Chase                |                                                            |
| 1991          | Charlie Hoover                       | Amy                          | Episódio: "Out of the Frying Pan"                          |
| 1992          | Family Matters                       | Becky                        | Episódio: "Brown Bombshell"                                |
| 1992          | Here and Now                         | Khalila                      | Episódios: "Love Handles", "A.J.'s Big Leap"               |
| 1993          | Saved by the Bell: The College Years | Danielle Marks               | Episódio: "Pilot"                                          |
| 1995          | Under One Roof                       | Charlotte "Charlie" Langston | (6 Episódios)                                              |
| 1995          | The Wayans Bros.                     | Nina                         | Episódio: "Farmer's Daughter"                              |
| 1996          | The Parent 'Hood                     | Chantel                      | Episódio: "One Man and a Baby"                             |
| 1996          | Malibu Shores                        | Julie Tate                   | (10 Episódios)                                             |
| 1996          | The John Larroquette Show            | Jocelyn                      | Episódios: "The Blues Traveller", "Cheeses H. Taste"       |
| 1997-1999     | Smart Guy                            | Yvette Henderson             | (51 Episódios)                                             |
| 1998          | Promised Land                        | Rachel                       | Episódio: "Mirror Image"                                   |
| 1999          | Moesha                               | Piper Davis                  | Episódios: "Party's Over (Here)", "Unappreciated Interest" |
| 2000          | Sabrina, the Teenage Witch           | Marnie                       | Episódios: "Love in Bloom", "Salem's Daughter"             |
| 2000          | Love Song                            | Toni                         | Filme de TV                                                |
| 2002-2006     | Half & Half                          | Dee Dee Thorne               | (91 Episódios)                                             |
| 2005          | Love, Inc.                           | Renee                        | Episode: "Mad About You"                                   |
| 2007          | Football Wives                       |                              |                                                            |
| 2007          | The Class                            | Melanie Deacon               | Episódio: "The Class Has to Go to a Stupid Museum"         |
| 2007          | House MD                             | Capt. Greta Cooper           | Episódio: "The Right Stuff"                                |
| 2009          | Nita Tales: The Series               | Shandra                      | Episódio: "Dark Heart"                                     |
| 2010-2013     | Are We There Yet?                    | Suzanne Kingston-Persons     | (68 Episódios)                                             |
| 2011          | Tyler Perry's House of Payne         | Monica                       | Episódio: "Where the Payne's Away"                         |
| 2012          | From This Day Forward                | Patrice                      | Filme de TV                                                |
| 2012          | A Haunted House                      | Kisha Davis                  |                                                            |
| 2012          | Mr. Box Office                       | Samantha Owens               | (21 Episódios)                                             |
| 2017-presente | Marlon                               | Ashley Wayne                 | Elenco Principal                                           |